# Ulf Broberg
Ulf Broberg född 1954 är författare och journalist verksam i Uppsala.

## Biografi
Broberg föddes i Skövde men flyttade via Karlstad och Jönköping till Uppsala 1982 och började arbeta i bokhandelsbranschen, på LundeQ (då Skandinaviens största bokhandel, i fyra våningsplan). Under många år arbetade han sedan på Sveriges Radio som han lämnade 2007 för att bli egenföretagare. Broberg arrangerade under många år evenemanget ”Crime Night” som senare bytte namn till ”Kulturkväll”. Evenemanget var till en början var inriktat på kriminallitteratur och kriminalförfattare.
Broberg var också marknads- och karnevalsgeneral på uppdrag av Upsala Handelsförening och Uppsala kommun, åren 1988-1994. Uppsalakarnevalen var Nordens största sambakarneval och drog stor publik när karnevalståget dansade genom Uppsala.

## Författarskap
Broberg har skrivit kriminal- och polisromaner såväl ensam som tillsammans med Peter Lundström och Kjell E. Genberg. Han är också författare och medförfattare till ett par biografier samt till en fackbok om mordet på Fadime Sahindal.